# اشچیانکا، شهرستان مواوا
اشچیانکا، شهرستان مواوا (به لاتین: Trzcianka, Mława County) یک منطقهٔ مسکونی در لهستان است که در Gmina Szydłowo, Masovian Voivodeship واقع شده‌است.